# 黄作燊
黄作燊（1915年8月20日—1975年6月15日），生于天津，祖籍广东番禺。建筑师和建筑教育家，中国戏剧家黄佐临之胞弟。上海圣约翰大学建筑系创始人。1952年院系调整后任教于上海同济大学。

## 履历
三十年代赴英国学建筑，多次游览欧洲大陆，曾在巴黎与著名建筑师勒·柯布西耶结识。包豪斯对他产生了很大的吸引力。
1939年毕业于伦敦建筑协会学校（School of Architectual Association）后，同年进入美国哈佛大学设计研究院（Graduate School of Design,Harvard University），成为沃尔特·格罗佩斯教授（Walter Gropius）的第一个中国籍研究生。1941年回中国，两年后在上海建立圣约翰大学建筑系，担任系主任、教授，时年28岁。当时，美国宾夕法尼亚大学的巴黎美术学院学派“Beaux-Art”是中国建筑教育界的主流，作为一个新来的年轻学者，他把当时崭新的包豪斯设计思想介绍给中国学生，不愧为现代建筑在中国的先驱者。从1952年至1966年，他一直担任上海同济大学建筑系副主任、教授。1958年，由梁思成教授推荐，黄作燊参加了北京十大建筑设计，因为时代的限制，黄的设计方案未被录用。同年，梁思成邀请黄作燊在清华大学建筑系任教，黄谢绝，仍回到同济大学。
1966年文化大革命开始，黄作燊与家人饱受迫害，被同济大学红卫兵指控为国际间谍、反动学术权威等，多次被批斗，其上海安亭路故居，曾被上百名同济大学红卫兵作为“反面教材”参观。1968年“清理阶级队伍”，黄和妻子被隔离审查近一年，释放后身患重病。1975年病逝，享年60岁。1978年邓小平复出后，同济大学校方向黄作燊家属道歉。1980年后，同济大学多次发表有关黄作燊的纪念文章，包括陈从周著《怀念建筑家黄作燊教授》（1982），罗小未著《怀念黄作燊》（2003）。

## 评价
黄作燊虽然对西方现代建筑理解很深，但他一向认为中国建筑师不能盲目崇洋，建筑师应该深刻理解和欣赏中国传统文化，中国的新建筑应该延续传统建筑的美丽和壮观，同大自然融为一体。与此同时，设计必须满足人类在生活上的需要。他认为建筑设计应该反映当时的时代。作为老师，他把他的学生看作自己的家人，学生在他家自由进出，博览他从国外带回的书籍，他带学生们在中国各处看建筑，分析楼房的优缺点和营造的可能性。他的学生们对他特有的教学法受益非浅。作为一个爱国者，一个能理解什么是广大群众所需要的建筑师，一个有良心的教育工作者，他的影响至今仍在中国存在。